# Penelope Houston
Penelope Houston (Los Angeles, 17 dicembre 1958) è una cantautrice statunitense, celebre per essere stata la cantante degli Avengers, gruppo punk 77 di San Francisco.

## Biografia
È nata a Los Angeles e cresciuta a Seattle. A metà degli anni settanta ha frequentato il Fairhaven College a Bellingham, Washington. Nel 1977, Houston si trasferì a San Francisco, partecipò al San Francisco Art Institute e poco dopo divenne il cantante e compositore per gli Avengers. Gli Avengers pubblicarono un solo album postumo, il loro debutto omonimo nel 1983. L'album è ora fuori stampa, anche se sono state pubblicate due collezioni retrospettive.
Al seguito dello scioglimento del gruppo nel 1979, Houston si trasferì prima a Los Angeles per lavorare in film e video con gli Screamers e il regista Rene Daalder, poi in Inghilterra, dove ha collaborato con Howard Devoto sui suoi progetti post-Magazine. A metà degli anni ottanta, tornò a San Francisco e ha contribuito allo sviluppo del neo-movimento folk della costa occidentale. Nel 1986, è stata protagonista, insieme a Tomata du Plenty degli Screamers, nel musical punk rock Population: 1, del quale è stato pubblicato il DVD nell'ottobre 2008. Dal 1996 ha iniziato un lungo tour in Europa, ha firmato un contratto con la WEA Germania (Warner Brothers) e si è guadagnata numerosi premi con una dozzina di album, che miscela di influenze punk, folk, rock, blues.
Il suo primo full-length album è stato Birdboys che uscì nel 1987. Nel 2003 ha inciso insieme a Billie Joe Armstrong la canzone Angel and the Jerk, contenuta nell'album dei Green Day Varios B.S.O, poco conosciuto. Il suo album più recente è il 2004, The Pale Green Girl.
Poco dopo l'uscita di Pale Green Girl, Houston e l'originale chitarrista Greg Ingraham ricreato gli Avangers, ai quali si sono aggiunti il bassista Joel Reader (ex dei The Mr. T Experience e dei Plus One) e il batterista Luis Illades (dei Pansy Division, ex anche lui del Plus Ones) per completare la formazione. Dalla primavera del 2004 è in tour negli USA e in Europa con questa formazione. Lei continua a svolgere il suo materiale da solista, principalmente nella zona di San Francisco.

## Discografia

### Solista
| Titolo album                       | Anno | Note                            | Etichetta            |
| ---------------------------------- | ---- | ------------------------------- | -------------------- |
| Birdboys                           | 1988 | Album acustico                  | Subterranean Records |
| On Borrowed Time                   | 1990 | Da concerto                     | id Records           |
| 500 Lucky Pieces                   | 1991 | Edizione limitata a 500 copie   | id Records           |
| The Whole World                    | 1993 |                                 | Heyday Records       |
| Silk Purse                         | 1993 | Edizione limitata               | Return to Sender     |
| Karmal Apple                       | 1994 |                                 | Normal Records       |
| Crazy Baby                         | 1994 | Edizione limitata               | Return to Sender     |
| Cut You                            | 1996 |                                 | WEA Records          |
| Tongue                             | 1998 |                                 | WEA Records          |
| Once In A Blue Moon                | 2000 |                                 | penelope.net records |
| Loners, Stoners, and Prison Brides | 2001 | Da concerto                     | Return To Sender     |
| Eighteen Stories Down              | 2003 | Raccolta delle migliori canzoni | WEA Records          |
| The Pale Green Girl                | 2004 |                                 | DBKWorks             |

### Con gli Avengers
- 1983 - Avengers
- 1999 - Died for Your Sins
- 2004 - The American in Me